# 작은 서점
《작은 서점》은 KBS 1라디오(전국, 수도권 기준 FM 97.3MHz, AM 711kHz)에서 매주 평일 밤 11시 5분에 방송 중인 심야 독서 프로그램이다. 재방송 시간은 토요일은 오후 5시 5분부터 오후 5시 57분까지, 일요일은 오전 11시 5분부터 오전 11시 57분까지 편성되어 있는데, 프로그램 구성으로 비추어 봤을때 목, 금에 진행되는 코너 '장강명의 인생책'을 재방송하는 것으로 보인다. 단, 이 프로그램은 모두 전국방송이다.

## 방송 시간
| 방송 채널   | 방송 기간              | 방송 시간                                                                               |
| ----------- | ---------------------- | --------------------------------------------------------------------------------------- |
| KBS 1라디오 | 2025년 4월 14일 ~ 현재 | 평일 23:05 ~ 23:52 (본방송) 토요일 17:05 ~ 17:57 (재방송) 일요일 11:05 ~ 11:57 (재방송) |

## DJ

### 월~수요일
- 최원정 KBS 아나운서

### 목, 금요일
- 장강명 작가

## 코너

### 요일 코너
- 월요일 : <오늘, 이 책> with 구환회, 김유리, 김경영, 김새섬,<최민석의 불(타는) 문학> with 최민석
- 화요일 : <편집자의 방> with 이연실, 김진형, 김민경, 권현승
- 수요일 : <장류진의 책갈피> with 장류진
- 목, 금요일 : <장강명의 인생책>